# Lifelover
Lifelover war eine 2005 gegründete schwedische Metal-Band aus Stockholm.

## Geschichte
Lifelover wurde im Juni 2005 von „( )“ und „B“ gegründet. Nach einer improvisierten Demoaufnahme begannen ein Jahr später die Arbeiten am ersten Album Pulver, das im Juli 2006 veröffentlicht wurde. Während der Aufnahme schlossen sich LR und 1853 der Band an. In der Folge der Aufnahmen zum zweiten Album Erotik, das im Februar 2007 veröffentlicht wurde, trat auch „H.“ der Band bei. Ende 2007 unterzeichneten sie bei Avantgarde Music. Zudem wurden Fix und S Mitglieder bei Lifelover. Im Gegenzug verließ LR die Band. Im Oktober 2008 veröffentlichte die Band ihr drittes Album mit dem Namen Konkurs. 2009 verließen 1853 und S die Band, worauf sich Non als neuer Schlagzeuger anschloss. Nach der Veröffentlichung der MCD Dekadens im Oktober 2009 und einigen Liveauftritten traten 1853 und LR der Band wieder bei.
Am 2. September 2010 wurde der Abschluss eines Vertrages über vier Alben mit Prophecy Productions bekanntgegeben. Über das deutsche Indie-Label erschien zunächst Ende November 2010 eine Neuauflage des Konkurs-Albums und im Februar 2011 schließlich das vierte Lifelover-Album Sjukdom. Im Mai 2011 trat Kral und damit auch wieder ein Schlagzeuger der Band bei. Am 9. September desselben Jahres verstarb Gitarrist, Sänger und Hauptsongwriter Jonas „B“ Berqvist aus zunächst unbekannten Gründen. Daraufhin gab die Band am 16. September ihre Trennung bekannt. Dennoch solle der angekündigte Auftritt am 14. Oktober 2011 in der Essener Zeche Carl zu Ehren Berqvists stattfinden, dies jedoch nicht unter dem Namen Lifelover; allerdings wurde die Band auf der Seite der Zeche Carl unter diesem Namen aufgeführt.
Einige Monate nach dem Tod von B wurde eine Autopsie mit dem Ergebnis durchgeführt, dass dieser an „Vergiftung und Überdosis“ verstarb. Bereits zuvor wurde in seinem persönlichen Umfeld spekuliert, dass eine versehentliche Überdosis Benzodiazepine, die er seit einigen Jahren gegen eine generalisierte Angststörung nahm, für den Tod verantwortlich sein könnten.
2015 traten die verbliebenen Bandmitglieder noch einmal unter dem Namen Lifelover auf dem Prophecy Fest in Balve auf. Anlass war das zehnjährige Jubiläum der Bandgründung.

## Stil
Obwohl der musikalische Ursprung der Band im Black Metal zu finden ist, fällt die Musik vor allem durch ihre extreme, unkonventionelle und experimentelle Art auf, wodurch es nahezu unmöglich ist, sie einem Musikgenre zuzuordnen. So sind neben den black-metal-typischen Screams und Gitarrenriffs auch Gothic-Rock- und sonstige Post-Punk-Einflüsse zu erkennen. Von der Band selbst wird die Musik auch als „Depressive Rock“ bezeichnet, was sich auch im Inhalt der Texte widerspiegelt.

## Diskografie

### Demo
- 2005: Promo 2005

### Alben
- 2006: Pulver
- 2007: Erotik
- 2008: Konkurs
- 2009: Dekadens (als MCD/MLP)
- 2011: Sjukdom